# Klátova Nová Ves

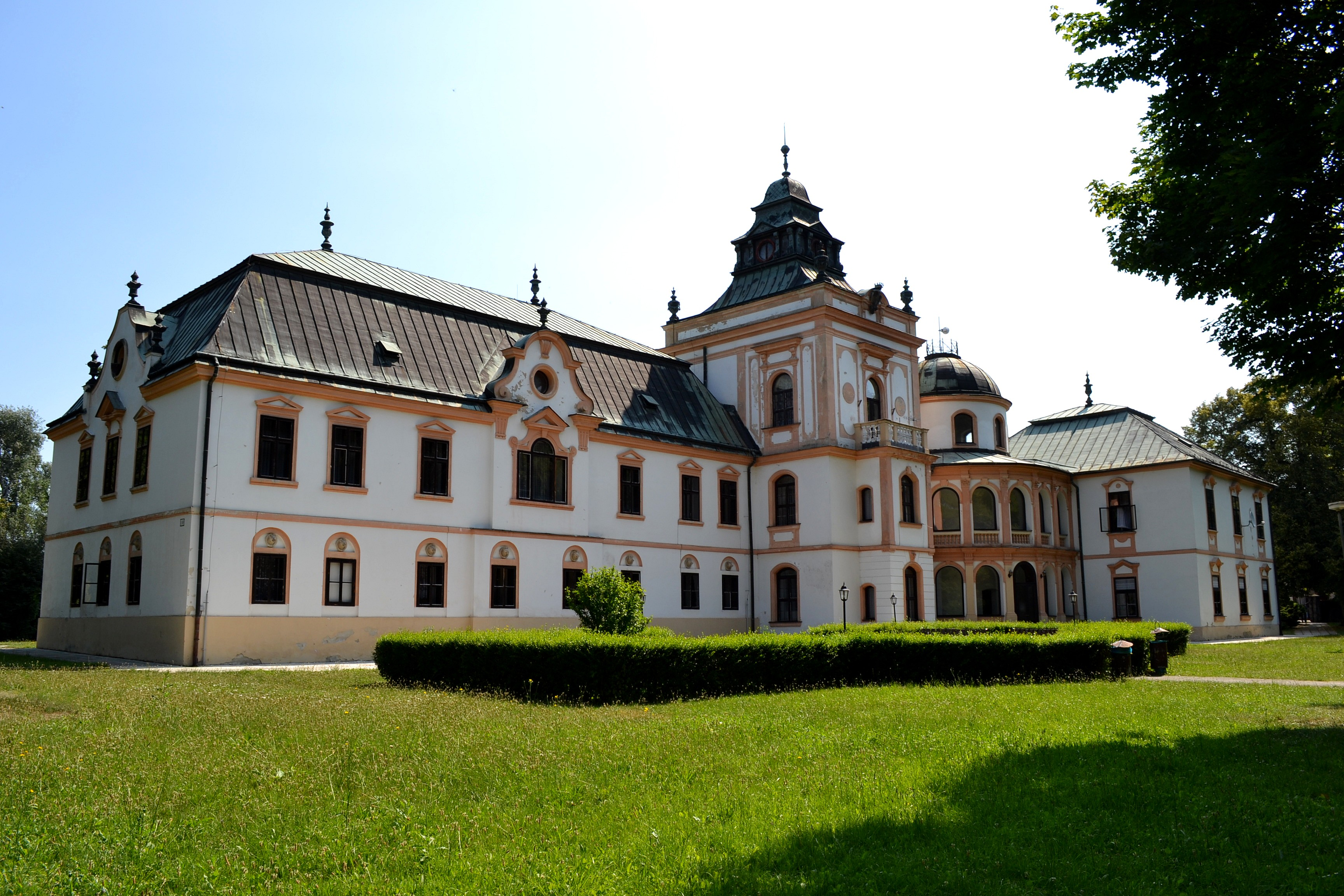
Kastell

Klátova Nová Ves (bis 1927 auch Klatnovejsa; deutsch Stockneudorf, ungarisch Tőkésújfalu) ist eine Gemeinde in der Slowakei nahe der Stadt Partizánske.
Zu ihr gehört noch der nach 1900 eingemeindete Ort Sádok sowie der 1976 eingemeindete Ort Janova Ves (deutsch Hanzdorf).
Im Ort gibt es ein wuchtig wirkendes Kastell mit Rundtürmen, daneben ein kleines Schloss im neobarocken Stil.

## Bevölkerung
| Jahr                | 1994 | 2004    | 2014    | 2024    |
| ------------------- | ---- | ------- | ------- | ------- |
| Anzahl der Personen | 1578 | 1571    | 1618    | 1596    |
| Unterschied         |      | −0,44 % | +2,99 % | −1,35 % |

| Jahr                | 2023 | 2024    |
| ------------------- | ---- | ------- |
| Anzahl der Personen | 1589 | 1596    |
| Unterschied         |      | +0,44 % |